# Juan de Arellano

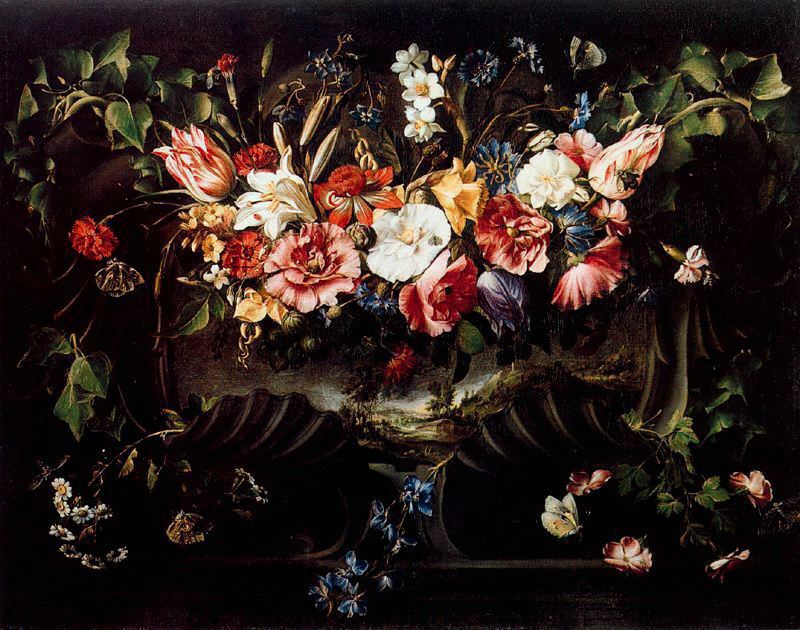
Festone di fiori con cartiglio, Museo del Prado

Juan de Arellano (Santorcaz, 1614 – Madrid, 1676) è stato un pittore spagnolo dell'epoca barocca specializzato in composizioni floreali.

## Biografia
Nacque a Santorcaz, non lontano da Madrid. Apprese l'arte a Alcalá de Henares per poi trasferirsi nella capitale ove iniziò la sua attività aprendo una bottega con molti collaboratori nei pressi della Puerta del Sol. Intorno alla metà del XVII secolo possiamo distinguere a Madrid due correnti tra i pittori di nature morte floreali. Una prendeva radici dalla raffinata arte di Juan van der Hamen e fu rappresentata dal suo allievo Antonio Ponce. L'altra, fortemente influenzata dai dipinti degli artisti romani e fiamminghi, ebbe il suo interprete in Juan de Arellano. Secondo quanto tramandatoci da Antonio Palomino Arellano non aveva particolari abilità pittoriche fino al giorno in cui  cominciò a copiare alcuni dipinti di Mario de' Fiori, e con tanta determinazione da lavorare il giorno e la notte. In effetti agli inizi della sua carriera riesce a cogliere risultati appena modesti. La prima opera datata(1646) è una ghirlanda di fiori con Allegoria della Vanità, in collaborazione con Francisco Camilo, seguita l'anno seguente da due composizioni con fiori frutta e uccelli. Ma già nel 1652 con la spettacolare coppia di Festoni di fiori con paesaggi (Museo del Prado), il suo talento raggiunge la piena maturità. Nei due dipinti la qualità pittorica è molto elevata, e testimonia i grandi progressi nella sua evoluzione artistica. Arrivato al successo, gli domandarono un giorno per quale motivo avesse abbandonato le figure per dipingere fiori. Rispose: "Por qué, en esto, trabajo menos y gano más"(Così facendo, lavoro meno e guadagno di più).
Poco considerato dai critici fino al XX sec., attualmente le sue opere sono molto quotate.